# Операција Зумбул (филм)
Операција зумбул (пољски: Akcja "Hiacynt") је пољски филм из 2021. редитеља Пјотра Домалевског, по сценарију Марцина Циастона и у којем главне улоге тумаче Томасз Зјантек, Хуберт Милковски и Марек Калита. Драма је заснована на операцији зумбул (пољ. Акцја „Хиацинт“), која је била тајна масовна операција пољске комунистичке полиције, изведена у годинама 1985–87. Његова сврха је била стварање националне базе података о свим пољским хомосексуалцима и људима који су били у контакту са њима. Критичари су филм добро прихватили.

## Заплет
Роберт је у средњим двадесетим и тек је у Грађанској милицији (МО). Његов отац Едвард има високу позицију и жели да његов син крене његовим стопама. Роберт и његов партнер Војтек истражују случај у којем је серијски убица гађао геј мушкарце у Варшави. Роберт се спријатељи са студентом њемачког језика Ареком како би се инфилтрирао на локалну геј сцену ради истраге. Док то ради, открива сплет лажи, уцена и заташкавања.

## Продукција

### Режија и сценографија
Редитељ Пиотр Домалевски рођен је 1983. године и одрастао је у Ломжи. По завршетку средње школе уписао се на Академију за драму Александер-Зелверович у Бјалистоку и почео да студира луткарске представе. Након положених испита, наставио је школовање до 2009. године на Факултету за драму на Националној академији позоришне уметности АСТ у Кракову. Као глумац, наступао је у позоришту Вибжеже и радио са редитељима као што су Ана Аугустиновицз, Гжегорж Висниевски и Евелина Марциниак. У то вријеме снимио је кратки филм Странац, адаптацију Човек без квалитета Роберта Мусила. Његов деби за играни филм Тиха ноћ (пољски: Cicha noc) добио је више награда, укључујући и најбољи филм на филмском фестивалу у Гдињи. Други дугометражни филм Домалевског Никад не плачем (оригинални назив: пољски: Jak najdalej stąd; у преводу: Што је могуће далеко одавде) премијерно је приказан у септембру 2020. године.
Марцин Циастон је инспирацију за сценарио црпио из Операције зумбул, акције коју су предузеле пољске тајне службе 1980-их година. Операција је била усмјерена на геј заједницу у земљи, а прикупљени материјал је коришћен за изнуђивање мушкараца и наметање њихове сарадње. Покренута под изговором борбе против епидемије АИДС-а и проституције, Операција Зумбул је довела до затварања, хапшења или прогањања значајног броја хомосексуалаца.

## Улоге
- Томаш Зјонтек као Роберт Мрозовски
- Хуберт Милковски као Арек
- Марек Калита као Едвард Мрозовски
- Адриана Члебицка као Халинка
- Томасз Чучардт као Војтек
- Себастијан Станкиевич као Мациек
- Јацек Пониедзиалек као достојанственик
- Пјотр Тројан као Камил
- Агњешка Сухора као Ева Мрозовска
- Томаш Влосок као Тадек
- Мирослав Збројевич као командант
- Анџеј Клак као агент са ожиљком
- Адам Цивка као професор Метлер
- Јакуб Виечорек као истражитељ

## Награде
| Година | Награда/Фестивал        | Награђен                                                           | Награђени                              |
| ------ | ----------------------- | ------------------------------------------------------------------ | -------------------------------------- |
| 2021   | Gdynia Film Festival    | За сценарио                                                        | Martin Caken                           |
| 2021   | Gdynia Film Festival    | За глумицу                                                         | Daria Siejak                           |
| 2021   | Gdynia Film Festival    | Golden Clapper (Radio Gdańsk награда за филм са најдужим аплаузом) |                                        |
| 2021   | Zbigniew Cybulski Award |                                                                    | Tomasz Ziętek (номинација)             |
| 2021   | Camerimage              | Golden Frog for the best Polish film                               | Piotr Sobocinski Jr., Piotr Domalewski |